# آينار شوارتز نيلسن
آينار شوارتز نيلسن (1883 – 10 مارس 1939) هو مبارز بالسيف دنماركي راحل، مثّل بلاده في الألعاب الأولمبية الصيفية 1908.

## روابط خارجية
آينار شوارتز نيلسن على موقع أوليمبيديا (الإنجليزية)